# Palacio Estévez

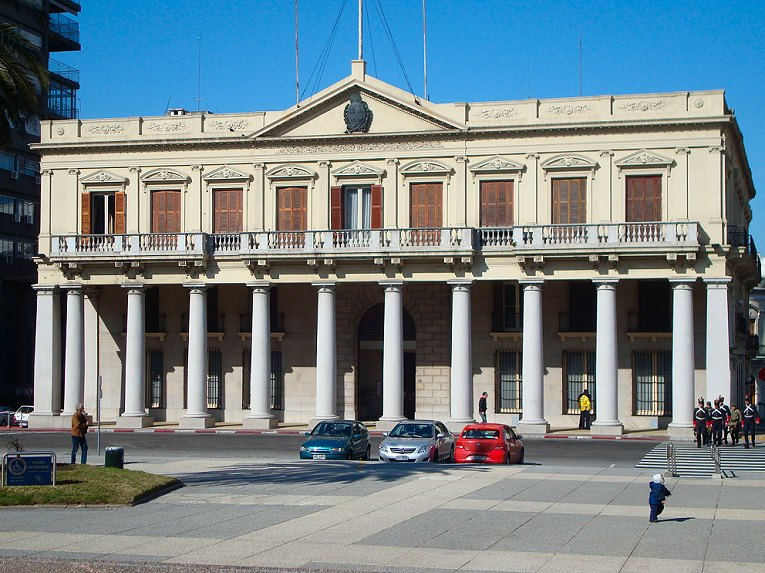
Palacio Estévez

Palacio Estévez – najstarsza siedziba prezydenta republiki Urugwaju. Zbudowany został w 1873 przez Manoela de Castel.
Budynek należał do Francisco Esteveza do 1880 roku, kiedy to został odkupiony przez rząd Urugwaju,  a od 1890 roku stał się siedzibą prezydenta. Obecnie budynek udostępniony jest zwiedzającym.